# Paciculus
Genre
Paciculus est un genre de rongeurs fossiles.

## Liste d'espèces
Selon Paleobiology Database (15 avril 2015) :
- Paciculus insolitus
- Paciculus montanus
- Paciculus nebraskensis
- Paciculus woodi